# Fierce pussy
fierce pussy es un colectivo de activistas de arte feminista lésbico fundado en 1991 en Nueva York. Están comprometidas con la AIDS Coalition To Unleash Power (ACT UP). El grupo se nombra con minúsculas para mostrar que no hay jerarquías. Aunque son un colectivo hablan de sí mismas en singular.

## Trasfondo
En 1991, un grupo de lesbianas de Nueva York formó 'fierce pussy' para abordar cuestiones de identidad y visibilidad lésbica. Originalmente eran miembros de ACT UP para luchar contra la pandemia del SIDA. Con poca tecnología y mínimo presupuesto, el colectivo respondió a la urgencia de esos años, utilizando los recursos disponibles: máquinas de escribir viejas, fotografías encontradas, sus propias fotografías de bebés y materiales de sus trabajos.
Originalmente, estaba compuesto por un grupo fluido y a menudo cambiante de lesbianas que incluía a Pam Brandt, Jean Carlomusto, Donna Evans, Alison Froling y Suzanne Wright. Muchas otras mujeres asistieron a alguna reunión eventualmente y se unieron en acciones singulares. Cuatro de ellas (Nancy Brooks Brody, Joy Episalla, Zoe Leonard y Carrie Yamaoka) continúan trabajando juntas.
Uno de sus proyectos más conocidos fue el uso de carteles pegados con pasta de trigo y pegatinas que se agrietaban y despegaban colocadas por toda la ciudad de Nueva York . Otros proyectos fueron el rediseño del baño en el Centro para Gays y Lesbianas, una campaña de tarjetas de felicitación, un anuncio en video, un camión con carteles publicitarios en movimiento y el cambio de nombre de los letreros de las calles a lo largo de la ruta del Orgullo Gay de la ciudad de Nueva York en 1991 con los nombres de destacadas heroínas lesbianas. Desde 2008, su trabajo ha aparecido en diversas instalaciones y exposiciones en Nueva York . Su instalación "For The Record", fue parte de la exhibición Greater New York en 2015.

## Proyectos y exhibiciones

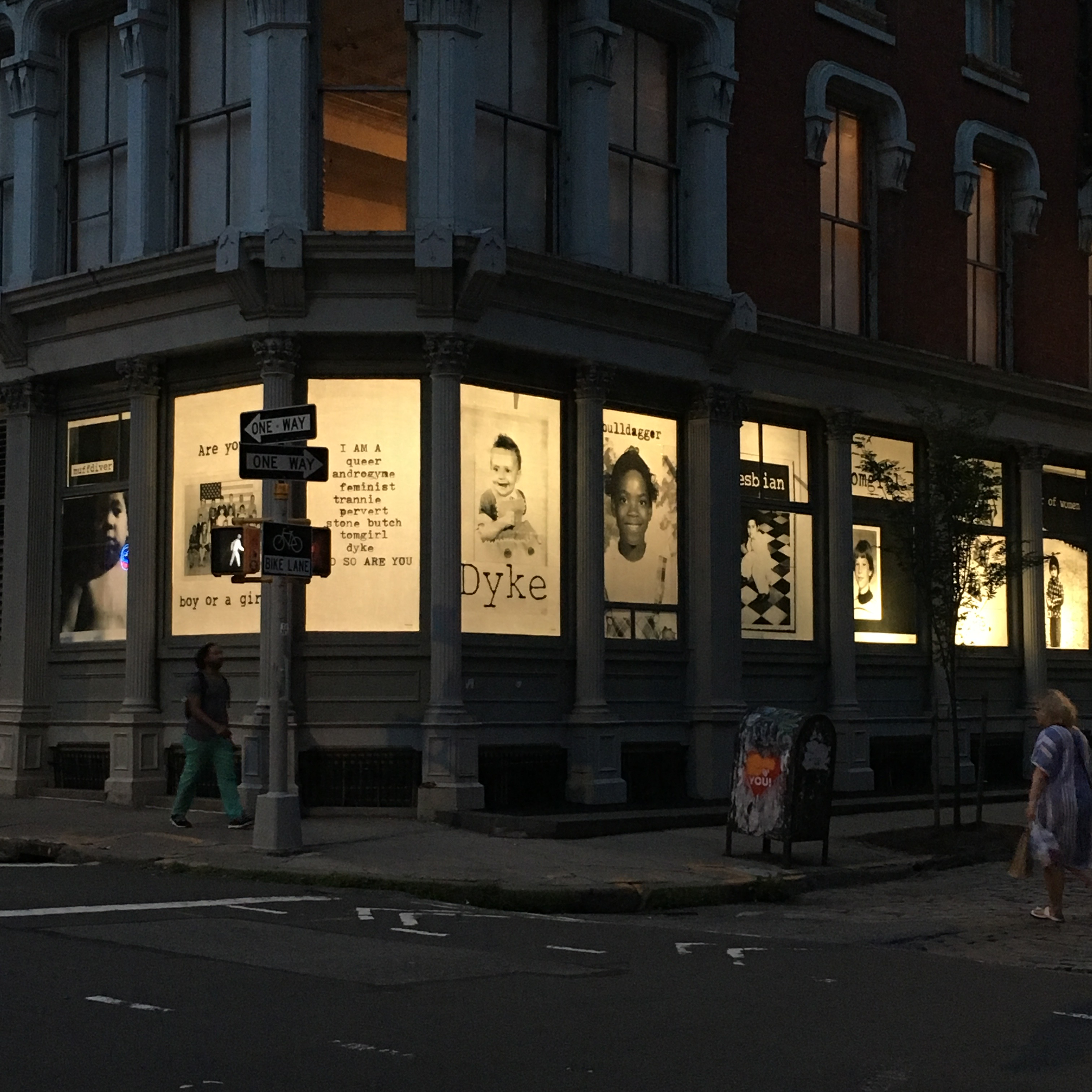
AND SO ARE YOU expuesto en el Museo Leslie Lohman de la ciudad de Nueva York de 2018 a 2019

Si bien el colectivo estuvo más activo entre 1991 y 1995, su trabajo se exhibe como ejemplos históricos de arte relacionado con el SIDA y arte lesbiano. En 1994, creó el "Bathroom Project" (Proyecto Baño). Esta instalación estaba en un baño de mujeres en el Centro de Servicios Comunitarios para Gays y Lesbianas de Nueva York (actual Centro Comunitario para Gays, Lesbianas, Bisexuales y Transgénero de Nueva York). Esta instalación fue creada para complementar la exposición "Outhouses" (Letrinas).  De 2008 a 2010 en Lesbian Herstory Archives, presentó una retrospectiva de su antiguo trabajo además de una nueva instalación titulada Mining the Archive, en la que se utilizaron objetos del archivo. Además, contribuyó con su exhibición a la exposición del espacio de arte White Columns ACT UP New York: Activism, Art, and the AIDS crisis, 1987-1993. Esta exposición fue revivida en el Centro de Artes Visuales Carpenter de la Universidad de Harvard en 2009. Cuando la exposición se trasladó a White Columns, recibieron el encargo de realizar la instalación llamada "Get Up Everybody and Sing". En 2009, creó una instalación llamada "Are you a boy or girl?" (¿Eres niño o niña?), una instalación permanente que reside en un baño de género neutro dentro del Centro Comunitario LGBT en Nueva York. Este trabajo se realizó como parte de la exposición "Then and Now" (Entonces y Ahora) quizás porque la instalación recuerda a su instalación "Bathroom Project". En 2010, creó "Get Up Everybody and Sing" para la presentación de White Columns de la exposición ACT UP en Nueva York. En 2015, VisualAIDS puso a disposición esta exposición con el nombre "For the Record". fierce pussy ha realizado una retrospectiva general de su trabajo en Printed Matter, que también publicó el libro fierce pussy.
En 2018, presentó una instalación específica de un año de duración titulada "AND SO ARE YOU" (Y TAMBIÉN TÚ) en el Museo Leslie Lohman de la ciudad de Nueva York. La instalación pegada con pasta de trigo incluía diseños de carteles originales de principios de la década de 1990 y trabajos nuevos y remezclados. Con esta instalación el colectivo afirmó que buscaba la visibilización en el espacio público.
En 2019, fierce pussy recibió el premio otorgado por Public Art Dialogue por sus logros en el campo del arte público, Public Art Dialogue es una filial de la College Art Association. La obra fue encargada por el Museo Leslie Lohman como parte de su programa de arte público QUEERPOWER.
Se exhibieron carteles y documentación del trabajo colectivo en un "archivo viviente"  junto con trabajos individuales de los miembros. Los primeros cuatro capítulos se exhibieron en la Beeler Gallery del Columbus College of Art & Design desde el otoño de 2018 hasta la primavera de 2019. El quinto estuvo expuesto en el Instituto de Arte Contemporáneo (ICA) de la Universidad de Pensilvania en Filadelfia en el otoño de 2019. La exposición fue comisariada por Jo-ey Tang. Su trabajo se encuentra en la colección del Centro Internacional de Fotografía de la ciudad de Nueva York.